# 20 أبريل
- السبت
- الأحد
- الاثنين
- الثلاثاء
- الأربعاء
- الخميس
- الجمعة

- 2929 رمضان 1446  هـ
- 301 شوال 1446  هـ
- 312 شوال 1446  هـ
- 13 شوال 1446  هـ
- 24 شوال 1446  هـ
- 35 شوال 1446  هـ
- 46 شوال 1446  هـ
- 57 شوال 1446  هـ
- 68 شوال 1446  هـ
- 79 شوال 1446  هـ
- 810 شوال 1446  هـ
- 911 شوال 1446  هـ
- 1012 شوال 1446  هـ
- 1113 شوال 1446  هـ
- 1214 شوال 1446  هـ
- 1315 شوال 1446  هـ
- 1416 شوال 1446  هـ
- 1517 شوال 1446  هـ
- 1618 شوال 1446  هـ
- 1719 شوال 1446  هـ
- 1820 شوال 1446  هـ
- 1921 شوال 1446  هـ
- 2022 شوال 1446  هـ
- 2123 شوال 1446  هـ
- 2224 شوال 1446  هـ
- 2325 شوال 1446  هـ
- 2426 شوال 1446  هـ
- 2527 شوال 1446  هـ
- 2628 شوال 1446  هـ
- 2729 شوال 1446  هـ
- 2830 شوال 1446  هـ
- 291 ذو القعدة 1446  هـ
- 302 ذو القعدة 1446  هـ
- 13 ذو القعدة 1446  هـ
- 24 ذو القعدة 1446  هـ

20 أبريل أو 20 نيسان أو يوم 20 \ 4 (اليوم العشرون من الشهر الرابع) هو اليوم العاشر بعد المئة (110) من السنة البسيطة، أو اليوم الحادي عشر بعد المئة (111) من السنوات الكبيسة وفقًا للتقويم الميلادي الغربي (الغريغوري). يبقى بعده 255 يوما لانتهاء السنة.

## أحداث
- 1792 - فرنسا تعلن الحرب على النمسا.
- 1854 - قيام تحالف دفاعي بين النمسا وبروسيا ضد روسيا.
- 1868 - اليابان تغير عاصمتها من كيوتو إلى إيدو.
- 1871 - بداية الخدمات البريدية في طوكيو وكيوتو وأوساكا.
- 1901 - افتتاح أول جامعة نسائية في اليابان.
- 1905 - إعلان هدنة إنجرامز بين القبائل الحضرمية في اليمن.
- 1921 - توقيع اتفاقية برشلونة الخاصة بتنظيم حرية العبور.
- 1925 - بداية البريد الجوي بين طوكيو وأوساكا وفوكوكا.
- 1929 - إنشاء جهاز البوليس الدولي الإنتربول.
- 1947 - عقد أول انتخابات برلمانية في اليابان.
- 1972 - المكوك الفضائي أبولو 16 يهبط على سطح القمر.
- 1999 - وقوع مذبحة ثانوية كولمباين في مدينة دنفر، في ولاية كولورادو الأمريكية.
- 2008 - مقتل ناشطين من حزب الكتائب اللبنانية بإطلاق نار في زحلة وذلك بعد افتتاح بيت الكتائب.
- 2009 - انعقاد مؤتمر ديربان الاستعراضي في جنيف بسويسرا والذي نظمته الأمم المتحدة بهدف مناهضة العنصرية.
- 2015 - مقتل 90 وإصابة 398 في غارة جوية لقوات عمليَّة عاصفة الحزم عند استهداف مخازن للصواريخ في صنعاء.
- 2020 - انهيار تاريخي في سعر برميل نفط خام غرب تكساس الأمريكي إلى ما دون الصفر (-37 دولار للبرميل) لأول مرة في التاريخ، بتأثير جائحة كورونا وحرب الأسعار بين السعودية وروسيا.
- 2021 - مقتل الرئيس التشادي إدريس ديبي متأثرًا بإصابته في هجوم شنه متمردو جبهة التغيير والوفاق في شمال البلاد، وتولي نجله محمد إدريس ديبي رئاسة المجلس العسكري الانتقالي.

## مواليد
- 702 - الإمام جعفر الصادق، الإمام السادس لدى الشيعة الإثنا عشرية.
- 1590 - السلطان أحمد الأول
- 1808 - نابليون الثالث، أول رئيس للجمهورية الفرنسية وثاني إمبراطور لفرنسا.
- 1889 - أدولف هتلر، مستشار ألمانيا النازية
- 1894 - هارولد لويد، ممثل أمريكي.
- 1918 -
  - كاي سيغبان، عالم فيزياء سويدي حاصل على جائزة نوبل في الفيزياء عام 1981.
  - شوكت شامزر علي، سياسي بنغالي.
- 1927 - كارل مولر، عالم فيزياء سويسري حاصل على جائزة نوبل في الفيزياء عام 1987.
- 1942 - أرتو بآسيلينا، كاتب فنلندي.
- 1945 - ثين سين رئيس بورما
- 1946 - سابين بيرغمان بول، سياسية ألمانية.
- 1949 -
  - جيسيكا لانج، ممثلة أمريكية.
  - فيرونيكا كارترايت، ممثلة إنجليزية.
- 1961 - كونستانتين لافرونينكو، ممثل روسي.
- 1964 - كريسبين غلوفير، ممثل أمريكي.
- 1967 - فارس، مغني مصري.
- 1969 -
  - منى حسين، ممثلة مصرية.
  - فيلكس بومغارتنر، رائد فضاء نمساوي.
- 1970 - أبو مصعب عبد الودود، أمير تنظيم القاعدة في بلاد المغرب الإسلامي.
- 1972 - كارمن إلكترا، ممثلة أمريكية.
- 1973 - رامز جلال، ممثل مصري.
- 1975 -
  - رشا شربتجي، مخرجة سورية.
  - عاطفة يحيى آغا، رئيسة كوسوفو.
- 1976 - شاي غيفن، حارس مرمى كرة قدم أيرلندي.
- 1977 - مي العيدان، إعلامية كويتية.
- 1987 - خالد الرشيدي، لاعب كرة قدم كويتي.
- 1990 - لو هان، مغني صيني.

## وفيات
- 1472 - ليون باتيستا ألبيرتي، مهندس معماري وعالم رياضيات وشاعر إيطالي.
- 1873 - هنري بينز جونز، طبيب إنجليزي.
- 1887 - محمد شريف باشا، رئيس وزراء مصر.
- 1915 - نقولا رزق الله، صحفي وروائي وشاعر لبناني عثماني.
- 1918 - كارل فرديناند براون، عالم فيزياء ألماني حاصل على جائزة نوبل في الفيزياء عام 1909.
- 1951 - إيفانو بونومي، رئيس وزراء إيطاليا.
- 1977 - سيب هيربرجر، لاعب ومدرب كرة قدم ألماني.
- 2011 - مصطفى الشكعة، مفكر وأستاذ جامعي مصري.
- 2014 - روبن كارتر، ملاكم أمريكي.
- 2015 -
  - إبراهيم يسري، ممثل مصري.
  - حسن الشاذلي، لاعب كرة قدم مصري والهداف التاريخي للدوري المصري.
- 2016 - شينا، مصارعة أمريكية.
- 2018 - أفيتشي، دي جي ومنتج أسطوانات سويدي.
- 2021 - إدريس ديبي، سابع رؤساء جمهورية التشاد.

## أعياد ومناسبات
- عيد رضوان عند البهائية.
- اليوم العالمي للغة الصينية

## وصلات خارجية
- وكالة الأنباء القطريَّة: حدث في مثل هذا اليوم.
- النيويورك تايمز: حدث في مثل هذا اليوم.
- BBC: حدث في مثل هذا اليوم.